# Залнок
Залнок (рум. Zalnoc) — село у повіті Селаж в Румунії. Входить до складу комуни Бобота.
Село розташоване на відстані 419 км на північний захід від Бухареста, 34 км на північний захід від Залеу, 95 км на північний захід від Клуж-Напоки.

## Населення
За даними перепису населення 2002 року у селі проживали 630 осіб. Рідною мовою 623 особи (98,9%) назвали румунську.
Національний склад населення села:
| Національність | Кількість осіб | Відсоток |
| -------------- | -------------- | -------- |
| румуни         | 595            | 94,4%    |
| цигани         | 21             | 3,3%     |
| угорці         | 11             | 1,7%     |